# Pomidor (raper)
Pomidor, właściwie Krzysztof Franciszek Romanik (ur. 2 listopada 1979) – polski raper, autor tekstów znany z działalności w zespole Firma. Prowadzi również solową działalność artystyczną.

## Życie i działalność
Jest synem Jerzego i Barbary z domu Kot. Pochodzi z Legnicy. W 2001 dołączył do krakowskiej grupy Firma, która następnie wypuściła swój pierwszy album pt. Pierwszy nielegal, a następnie wydany nakładem Zooteki kolejny album Z dedykacją dla ulicy,  jeszcze przed którego premierą Pomidor trafił do zakładu karnego. W Firmie działał do 2011, zaś następnie rozpoczął karierę solową. W 2017 ukazał się nakładem wydawnictwa Step Records jego album pt. Uliczny Dom Wariatów z gościnnym udziałem między innymi Popka i Bosskiego Romana. Od 2015 przebywał na emigracji w Wielkiej Brytanii unikając polskiego wymiaru sprawiedliwości. Poszukiwany był listem gończym przez Komendę Wojewódzką Policji we Wrocławiu za kradzieże. W 2019 przyjechał do Polski i na krótko trafił do aresztu, a Popek nagrał wówczas dedykowany Pomidorowi utwór pt. Gdzie jest Krzyś? Na początku stycznia 2020, Pomidor i Popek poinformowali, iż po 15 latach poszli na ugodę z prokuratorem i dobrowolnie poddali się karze. W 2020 ukazała się również wspólna płyta Pomidora i Popka pt. Firma International wydana nakładem Step Records. Płyta zajęła 40 miejsce OLIS.